# Orthotrichum hallii
Orthotrichum hallii là một loài rêu trong họ Orthotrichaceae. Loài này được Sull. & Lesq. mô tả khoa học đầu tiên năm 1874.